# Odontocarya amazonum
Odontocarya amazonum är en tvåhjärtbladig växtart som beskrevs av Rupert Charles Barneby. Odontocarya amazonum ingår i släktet Odontocarya och familjen Menispermaceae. Inga underarter finns listade i Catalogue of Life.